# Savenaca Naulivou
Ratu Savenaca Naulivou, né à une date inconnue et mort en 1875, est un chef autochtone fidjien.

## Biographie
Demi-frère de Ratu Seru Epenisa Cakobau, grand chef de l'île de Bau, il est lui aussi un important chef de cette île. Epenisa Cakobau se proclame premier roi des Fidji en 1867, et parvient à unifier l'archipel fidjien sous son autorité (fragile) au début des années 1870. En 1871, il établit un gouvernement sur le modèle occidental, avec pour Premier ministre un immigré australien, Sydney Burt. Ratu Savenaca jouissant d'un « respect considérable de la part de la communauté européenne » du pays, c'est-à-dire des quelque 2 000 immigrés européens et australiens installés dans l'archipel, il est nommé ministre des Affaires indigènes et chargé de coordonner la structure coutumière des chefferies autochtones locales avec la nouvelle administration nationale,. 
En mars 1874, Cakobau décide que les Fidji doivent passer souveraineté du Royaume-Uni afin d'en préserver les chefs autochtones face aux exigences intéressées et cupides des colons européens. Le roi nomme alors un gouvernement provisoire dirigé par John Thurston et comprenant également Savenaca Naulivou, Epeli Nailatikau (en) (le fils aîné du roi) et Rupert Ryder (chargé des finances). Fin septembre 1874, Ratu Savenaca est l'un des chefs qui signent, aux côtés de Cakobau, l'Acte de Cession par lequel les Fidji deviennent une colonie de l'Empire britannique en contrepartie d'une reconnaissance par les Britanniques du statut et des prérogatives des chefs autochtones. Il meurt l'année suivante, de l'épidémie de rougeole qui tue environ un quart de la population du pays.